# Baldomero
Baldomero  è un nome proprio di persona italiano maschile.

## Varianti in altre lingue
- Basco: Baldomer[2]
- Catalano: Baldomer[2]
- Francese: Baldomer
- Germanico: Baldomar[3][4], Baldemar[4], Baldomer[4], Baldmiru[2]
- Latino: Baldomerus
- Polacco: Baldomer
- Portoghese: Baldomero
- Spagnolo: Baldomero[2][3][5]
- Ungherese: Baldemár

## Origine e diffusione
È composto dagli elementi germanici bald ("audace", "coraggioso") e meri ("famoso", "illustre").
Nome scarissimo in Italia; venne portato da un santo lionese, il cui culto è pressoché nullo nel Bel Paese. Gode invece di maggior fortuna in Spagna, dove venne introdotto dai Franchi all'inizio del Medioevo.

## Onomastico
L'onomastico viene festeggiato il 27 febbraio in ricordo di san Baldomero, monaco nel monastero di San Giusto presso Lione.

## Persone

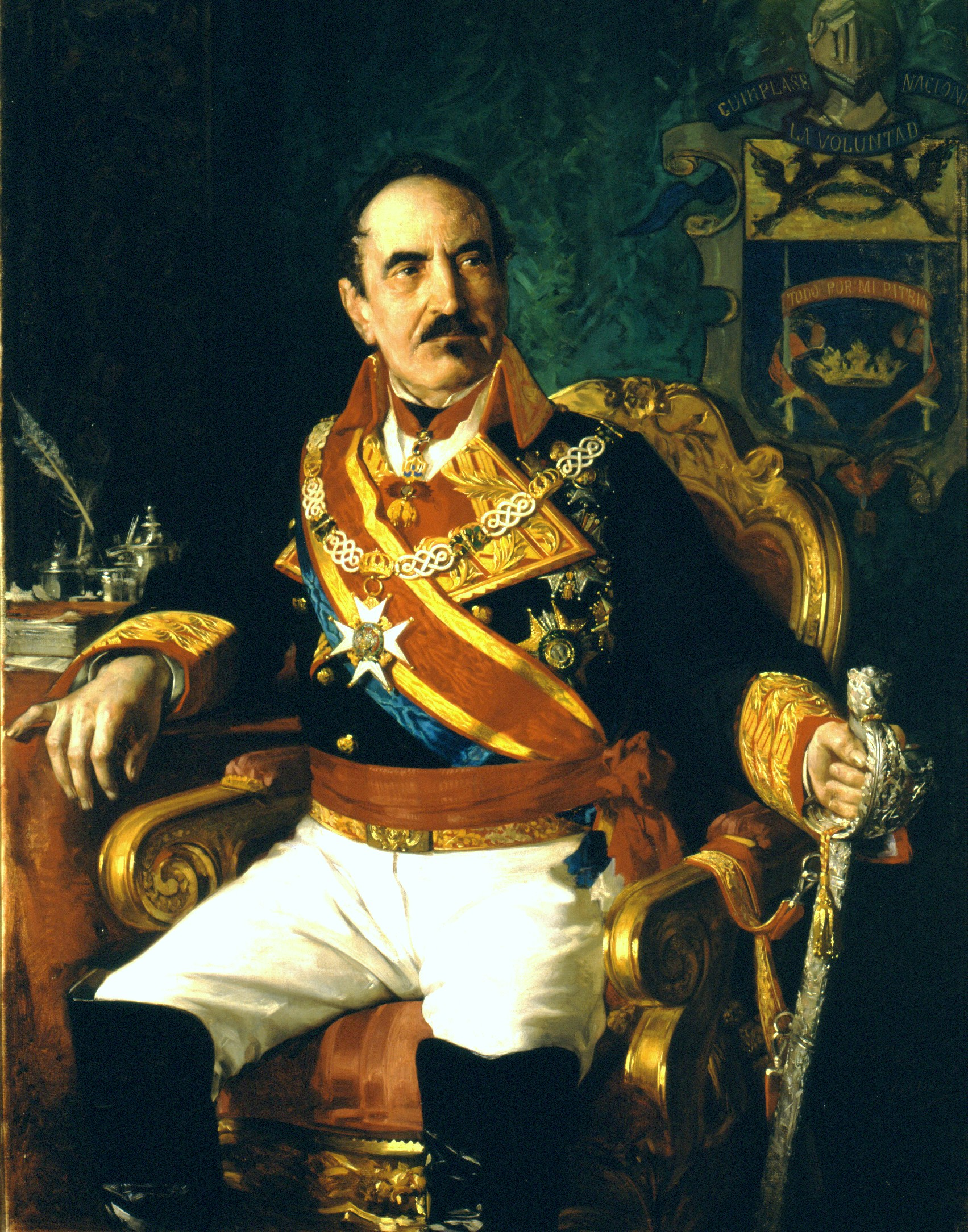
Baldomero Espartero

- Baldomero di Lione, religioso francese
- Baldomero Espartero, generale e politico spagnolo
- Baldomero Lillo, scrittore cileno